# 藤原家房
藤原 家房（ふじわら の いえふさ）は、平安時代後期から鎌倉時代初期にかけての公卿・歌人。関白・松殿基房の子。官位は従二位・権中納言。傍流とされたため「松殿」を名乗らなかった。

## 経歴
寿永元年（1182年）に従五位上に叙され、侍従・左近衛中将などを歴任して文治3年1月23日（1187年3月4日）に従三位に叙される。建久6年（1195年）に従二位・権中納言に昇進したが、翌建久7年（1196年）に薨去。享年30。
和歌・漢詩に優れ盟友である九条良経と共に九条家の文芸集団の中心にあった。早世のため遺された作品は少ないが、勅撰和歌集においては『新古今和歌集』と『新続古今和歌集』に採録されている。